# Потёмкин, Владимир Николаевич
Владимир Николаевич Потёмкин (22 октября [3 ноября] 1885 — 18 ноября 1938, Париж) — офицер Русского императорского флота, участник Цусимского похода и сражения, один из первых командиров Добровольческой армии, капитан 1-го ранга.

## Биография
Из московских дворян.
По окончании Морского корпуса в 1904 году был выпущен мичманом и назначен вахтенным начальником миноносца «Громкий» в составе 2-й Тихоокеанской эскадры. Участвовал в Русско-японской войне, в Цусимском сражении принял командование миноносцем после убыли командира и всех офицеров. Был тяжело ранен, после гибели корабля подобран из воды японцами. Пожалован золотой саблей «за храбрость».
5 октября 1907 года произведён в лейтенанты «за отличие в военное время». 7 декабря 1909 года переведён в Сибирский флотский экипаж. С 1910 по 1913 год командовал миноносцем «Статный». 15 апреля 1912 года привлекался к следствию по делу о столкновении миноносцев «Статный» и «Точный», но был оправдан, однако 17 апреля приговором временного Владивостокского военно-морского суда ему был объявлен выговор. 21 января 1913 года переведён в 1-й Балтийский флотский экипаж. 6 декабря 1914 года произведён в старшие лейтенанты. 3 января 1915 года назначен старшим офицером эскадренного миноносца «Уссуриец», а 26 августа того же года — командующим эскадренным миноносцем «Искусный». 6 декабря 1916 года произведён в капитаны 2-го ранга «за отличие».
Осенью 1917 года в Гельсингфорсе был арестован большевиками, но сумел бежать из-под ареста и добраться до Ростова-на-Дону, где в начале ноября на яхте «Колхида» по поручению генерала Алексеева начал формировать армейскую роту из морских офицеров и гардемарин. С 3 по 17 января 1918 года Морская рота в составе Таганрогского отряда полковника Кутепова обороняла Таганрог и Ростов от наступающей группы Сиверса. 17 января 1918 года рота была направлена для охраны товарной станции Батайск. 12 февраля в отряд, в который входила Морская рота, в течение суток вёл бой с многократно превосходящим его по численности красным отрядом И. Л. Сорокина. Капитан 2-го ранга Потёмкин в бою получил тяжёлое ранение в глазницу, потерял глаз. Вследствие ранения не смог участвовать в 1-м Кубанском походе и скрывался в Ростове. В апреле - мае 1918 года через Новочеркасск, Кисловодск, Ессентуки с группой офицеров и юнкеров пробрался в Астрахань, далее в Царицын, откуда пробрался на Дон.
Летом 1918 года назначен командиром Новороссийского военного порта, оставался на этом посту до 27 декабря 1918 года, занимался вооружением бронепоездов морскими орудиями и командами из военных моряков. С 7 апреля 1919 года по собственной просьбе был назначен командиром бронепоезда «Князь Пожарский», участвовал во взятии Харькова. В Крыму во время подготовки кубанского десанта Улагая, был назначен начальником дивизиона морских канонерских лодок Азовского моря (2-й отряд судов Чёрного моря) с производством в капитаны 1-го ранга (30 ноября 1919 года). 1 января был зачислен в состав Речных сил Юга России и тем же приказом назначен командиром бригады бронепоездов. Во время Крымской эвакуации Русской армии в ноябре 1920 года был назначен комендантом порта и всех пристаней города Керчи. В конце 1920 года в Константинополе был назначен командиром военного транспорта «Ялта», с которым прибыл в Галлиполи, после чего по распоряжению французских властей был отправлен в Марсель. Во Франции был начальником 6-й группы ВМС.
Скончался 18 ноября 1938 года в Париже, в больнице Ла-Питье, после операции по извлечению пули из мозга. Похоронен на русском кладбище Сент-Женевьев-де-Буа.

## Награды
- Золотая сабля «За храбрость» (08.01.1907)
- Орден Святого Станислава 3-й степени (1908)
- Орден Святого Владимира 4-й степени с мечами и бантом (22.12.1908)
- Орден Святой Анны 3-й степени (06.12.1914)
- Мечи и бант к Ордену Святой Анный 3-й степени (01.06.1915)
- Орден Святого Станислава 2-й степени с мечами (23.11.1915)
- Светло-бронзовая медаль с бантом в память Русско-Японской войны 1904—1905 гг. (1906)
- Золотой знак в память окончания полного курса наук Морского Корпуса (1910)
- Светло-бронзовая медаль в память 300-летия Царствования Дома Романовых (1913)
- Светло-бронзовая медаль в память 200-летия Гангутской победы (1915)